# Game (rapper)
Jayceon Terrell Taylor (født 29. november 1979 i Los Angeles, Californien), er en amerikansk rapper og skuespiller, bedre kendt under sit kunstnernavn The Game. I 2005 udgav han sit debutalbum The Documentary, hvilket fik to Grammy Award nomineringer. Nogle af hans andre albums består bl.a. af Doctor's Advocate, L.A.X., RED Album og det seneste Jesus Piece.
Hans næste studiealbum forventes at udkomme i juni 2015 med titlen The Documentary II.

## Liv
The Game mødte allerede Eazy-E, som lille til en koncert, og i 2001 bad The Game sin bror købe gamle klassiske amerikanske hiphop plader til ham. Han er tidligere bandemedlem, og blev i oktober 2001 skudt i benet, armen, brystet og maven, da han var alene i en lejlighed hvor han og andre solgte stoffer, han overlevede efter at have været i koma. I 2002 udgav han mixtapet You Know What It Is Vol. 1, som var hans første udgivelse.
The Game har tre børn, to drenge og en pige, han bor i Californien.

## Diskografi

### Studioalbums
- The Documentary (2005)
- Doctor's Advocate (2006)
- LAX (2008)
- The R.E.D. Album (2011)
- The Documentary 2 (2015)
- The Documentary 2.5 (2015)
- 1992 (2016)
- Born 2 Rap (2019)